# Honrubia
Honrubia là một đô thị trong tỉnh Cuenca, cộng đồng tự trị Castile-La Mancha Tây Ban Nha. Đô thị này có diện tích là 110,34 ki-lô-mét vuông, dân số năm 2009 là 1780 người với mật độ 16,13 người/km². Đô thị này có cự ly 76 km so với tỉnh lỵ Cuenca.